# Marmosim

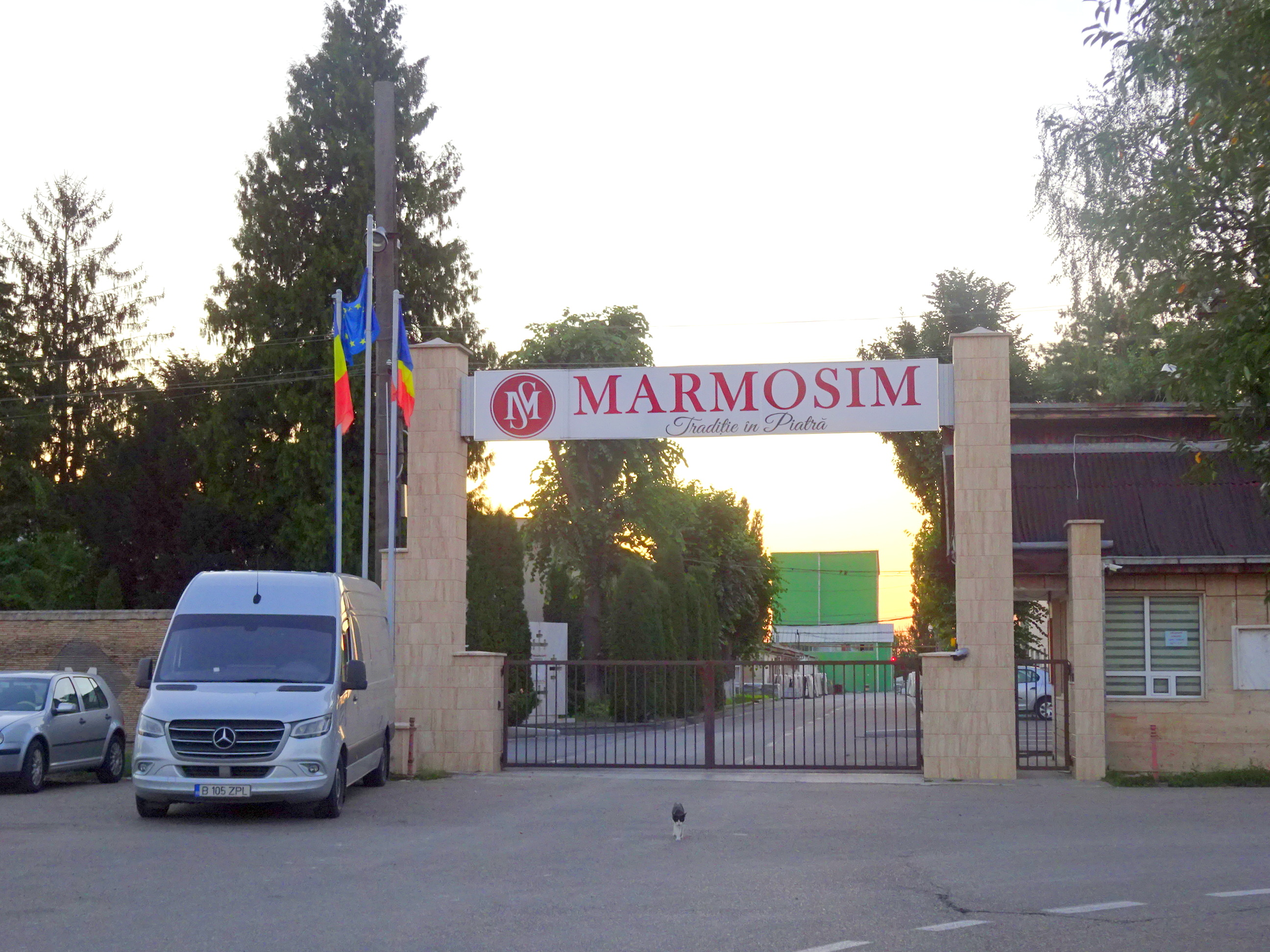
Marmosim Simeria

Marmosim Simeria este o companie care activează în domeniul exploatărilor de cariere din România.
Compania a fost privatizată în 1998, când pachetul majoritar de acțiuni a fost achiziționat de compania bucureșteană Titan Mar, deținută de omul politic Adriean Videanu.
Principalele cariere pe care le deține sunt Rușchița, Căprioara și Alun, destinate exploatării marmurei, Geoagiu și Cărpiniș - pentru travertin, Pietroasa - andezit, iar Podeni, Moneasa și Baschioi - calcar, calcar marmoreean și gresie calcaroasă.
Cifra de afaceri:
- 2005: 30 milioane lei[2]
- 2003: 6,8 milioane euro[1]